# Emersonella mucronata
Emersonella mucronata är en stekelart som beskrevs av Christer Hansson 2002. Emersonella mucronata ingår i släktet Emersonella och familjen finglanssteklar.
Artens utbredningsområde är:
- Costa Rica.
- Ecuador.

Inga underarter finns listade i Catalogue of Life.